# معبد باتزي

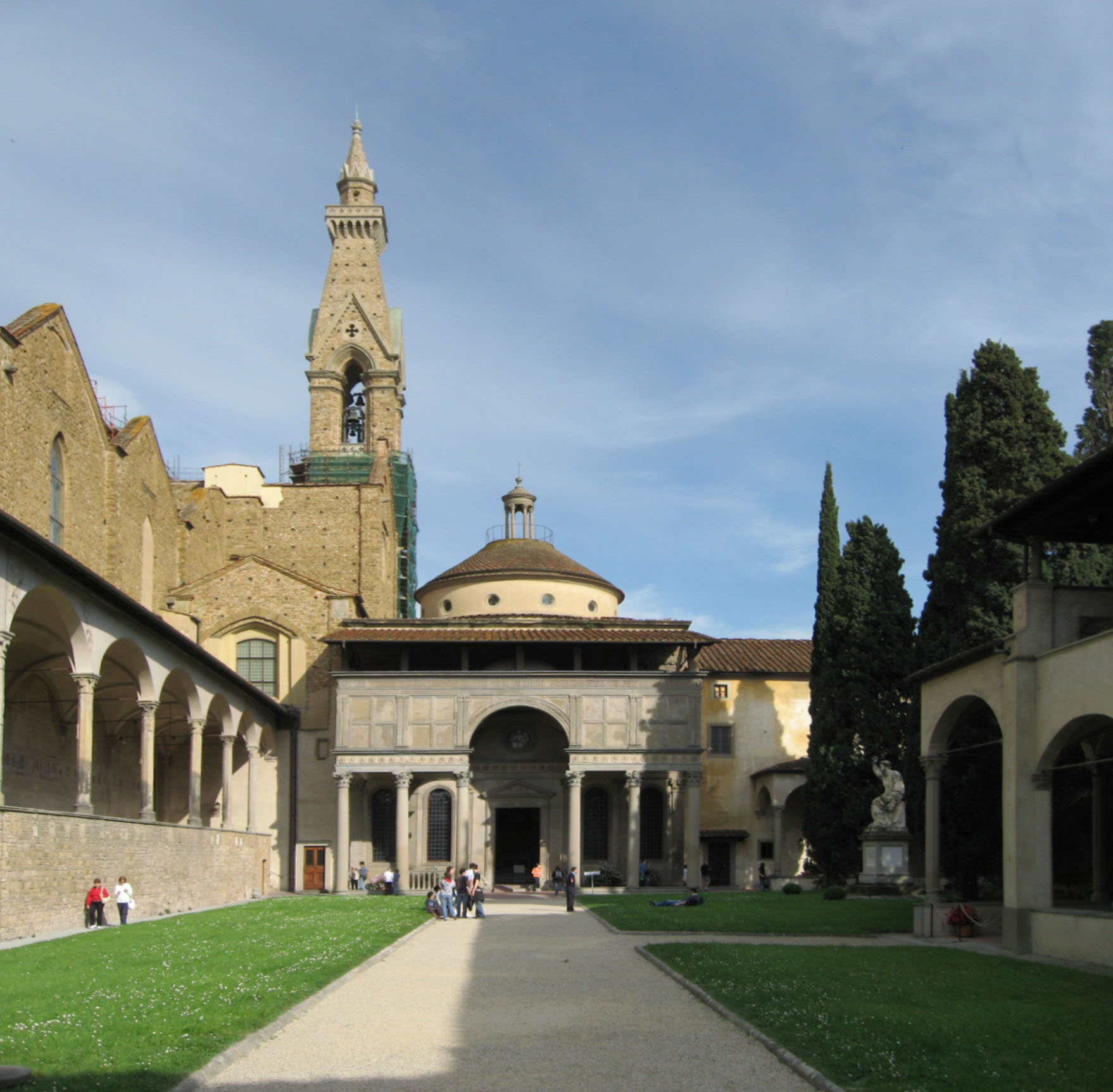
مصلى ودير باتزي

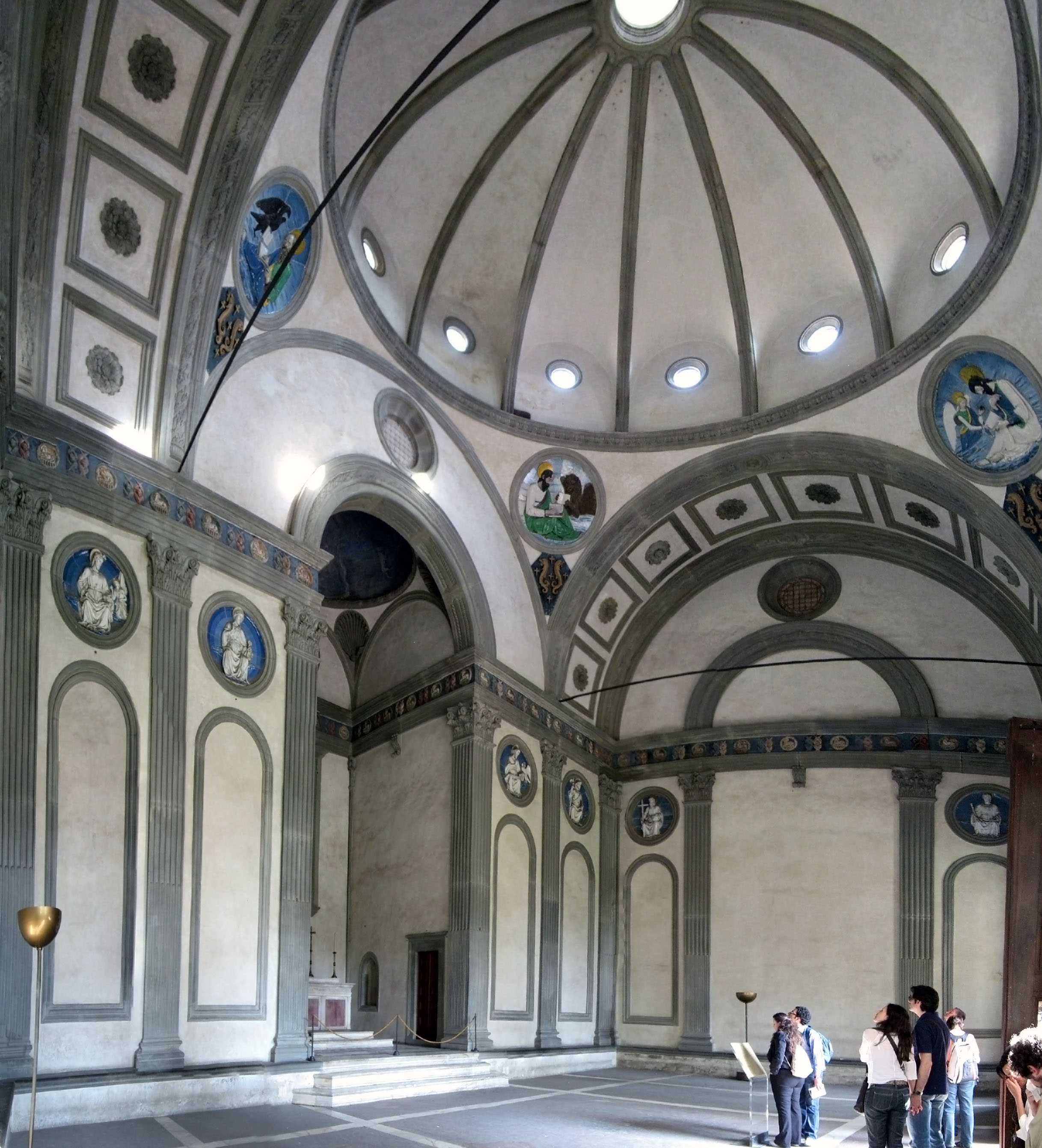
المعبد من الداخل

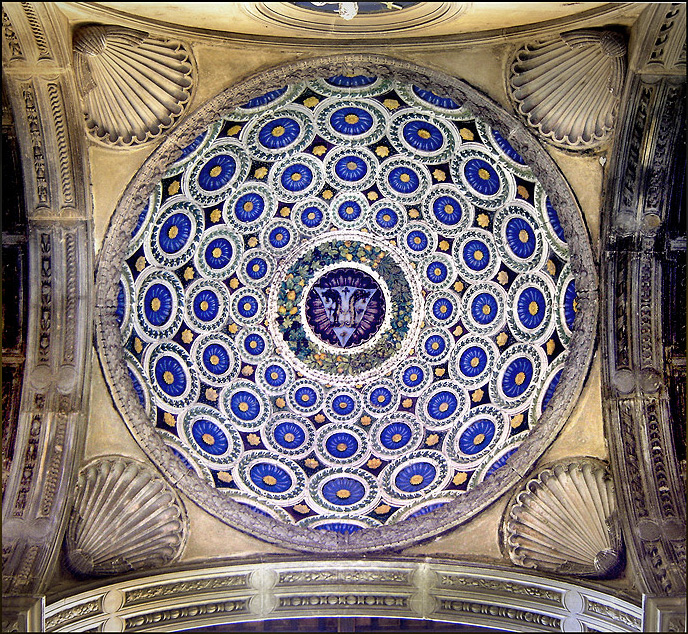
القبة

معبد باتزي (بالإيطالية: Cappella dei Pazzi)‏ هو مبنى ديني في فلورنسا بوسط إيطاليا ويعتبر أحد روائع فن العمارة في عصر النهضة. يقع في «الدير الأول» لكنيسة سانتا كروتشي.
´